# C'mon You Know
C'mon You Know je třetí sólové studiové album anglického hudebníka Liama Gallaghera, které vyšlo 27. května 2022 u vydavatelství Warner Records. Hlavním producentem a spoluautorem alba byl Andrew Wyatt. Předcházel mu pilotní singl "Everything's Electric", jehož spoluautorem je Dave Grohl a který se umístil na 18. místě UK Singles Chart, čímž se stal Gallagherovým prvním sólovým singlem, který se dostal do UK Top 20. Následně byly jako singly vydány také skladby "C'mon You Know", "Better Days", "Diamond in the Dark", "Too Good for Giving Up" a "More Power". Album vyšlo ve stejný den jako Gallagherovo druhé živé album Down by the River Thames. Na podporu tohoto alba absolvoval Gallagher turné po Evropě, Oceánii a Latinské Americe.
Album C'mon You Know získalo vesměs pozitivní recenze kritiků a stalo se čtvrtým Gallagherovým sólovým albem, které debutovalo na prvním místě UK Albums Chart, přičemž v prvním týdnu získalo stříbrnou certifikaci a následně bylo v roce 2022 certifikováno jako zlaté.

## Pozadí
Gallagher album oznámil v říjnu 2021, kdy uvedl, že píseň "More Power" věnoval svému bratrovi Noelovi, a označil ji za "rozpustilou melodii", ale "krásnou". Obal je fotografie "fanoušků v jámě" na jednom z Gallagherových koncertů, která byla pořízena na festivalu v Readingu v roce 2021.

## Ohlasy kritiků
C'mon You Know získal od kritiků vesměs pozitivní recenze, přičemž mnoho kladných recenzí chválilo jeho nový směr a větší hloubku. Na agregátoru recenzí Metacritic získalo album na základě dvanácti kritiků skóre 74 bodů ze 100, což svědčí o „obecně příznivém“ přijetí. Robin Murray z časopisu Clash jej označil za „nejširší ze tří sólových alb Liama Gallaghera a také nejhlubší. Je to album, na kterém se učí trochu obnažit svou duši a přijímat různé vlivy." Jordan Bassett z NME jej shledal jako Gallagherovo "nejlepší a nejexperimentálnější sólové album" a napsal, že "tuto třetí desku, která je nabitá hymnami Summer of Love, příliš nepromýšlí".
Helen Brownová napsala pro The Independent názor, že „v Gallagherově pastiši s parkou je tolik čistého, na jedno brdo, že je těžké odolat. Jeho kapela je s ním v jednom ohni. Z kytar se sypou riffy. Bicí se neustále chvějí. [...] Fanouškům bude stačit pár otočení tohoto alba, aby si s ním mohli zpívat na festivalových polích.“ Ian Fortnam v recenzi pro časopis Classic Rock označil album za "tak trochu třaskavinu, v níž nachází ‘kajícího se' Liama [...]. ), radostně rozčiluje své obvyklé odpůrce (s háčkem 'Diamonds In The Dark' 'Now I know how many holes it takes to...'), přináší kočičí balady ('Too Good For Giving Up'), trefuje se do všech správných tlačítek Liama Gallaghera ('Don't Go Halfway') a občas nakopává ruce Stounům".

## Seznam skladeb
| Seznam skladeb alba "C'mon You Know" | Seznam skladeb alba "C'mon You Know" | Seznam skladeb alba "C'mon You Know"               | Seznam skladeb alba "C'mon You Know" | Seznam skladeb alba "C'mon You Know" |
| Pořadí                               | Název                                | Text                                               | Producent(i)                         | Délka                                |
| ------------------------------------ | ------------------------------------ | -------------------------------------------------- | ------------------------------------ | ------------------------------------ |
| 1.                                   | "More Power"                         | Liam Gallagher Andrew Wyatt                        | Andrew Wyatt Emile Haynie            | 4:23                                 |
| 2.                                   | "Diamond in the Dark"                | Gallagher Wyatt Michael Tighe                      | Wyatt Haynie                         | 3:24                                 |
| 3.                                   | "Don't Go Halfway"                   | Gallagher Wyatt Dan McDougall Mike Moore           | Wyatt                                | 3:21                                 |
| 4.                                   | "C'mon You Know"                     | Gallagher                                          | Wyatt                                | 5:07                                 |
| 5.                                   | "Too Good for Giving Up"             | Gallagher Simon Aldred                             | Simon Aldred Adam Noble              | 4:03                                 |
| 6.                                   | "It Was Not Meant to Be"             | Gallagher Wyatt                                    | Wyatt                                | 3:35                                 |
| 7.                                   | "Everything's Electric"              | Gallagher Greg Kurstin Dave Grohl Friedrich Kunath | Greg Kurstin                         | 3:36                                 |
| 8.                                   | "World's in Need"                    | Gallagher                                          | Wyatt                                | 3:36                                 |
| 9.                                   | "Moscow Rules"                       | Gallagher Wyatt Ezra Koenig                        | Wyatt Ezra Koenig Ariel Rechtshaid   | 3:35                                 |
| 10.                                  | "I'm Free"                           | Gallagher Wyatt                                    | Wyatt Danny L Harle                  | 3:00                                 |
| 11.                                  | "Better Days"                        | Gallagher Wyatt Tighe Tove Lo Gustav Weber Vernet  | Wyatt Kurstin                        | 4:19                                 |
| 12.                                  | "Oh Sweet Children"                  | Gallagher Wyatt                                    | Wyatt                                | 3:14                                 |
| Celková délka:                       | Celková délka:                       | Celková délka:                                     | Celková délka:                       | 45:13                                |

| Bonusové skladby Deluxe edice | Bonusové skladby Deluxe edice | Bonusové skladby Deluxe edice      | Bonusové skladby Deluxe edice | Bonusové skladby Deluxe edice |
| Pořadí                        | Název                         | Text                               | Producent(i)                  | Délka                         |
| ----------------------------- | ----------------------------- | ---------------------------------- | ----------------------------- | ----------------------------- |
| 13.                           | "The Joker"                   | Gallagher Wyatt Anthony Rossomando | Wyatt                         | 3:27                          |
| 14.                           | "Wave"                        | Gallagher Wyatt                    | Wyatt                         | 3:16                          |
| Celková délka:                | Celková délka:                | Celková délka:                     | Celková délka:                | 51:56                         |

| Další bonusová skladba ve sběratelské edici | Další bonusová skladba ve sběratelské edici | Další bonusová skladba ve sběratelské edici | Další bonusová skladba ve sběratelské edici |
| Pořadí                                      | Název                                       | Text                                        | Délka                                       |
| ------------------------------------------- | ------------------------------------------- | ------------------------------------------- | ------------------------------------------- |
| 15.                                         | "Bless You"                                 | John Lennon                                 | 3:32                                        |
| Celková délka:                              | Celková délka:                              | Celková délka:                              | 55:28                                       |

| Další bonusová skladba na japonském vydání | Další bonusová skladba na japonském vydání   | Další bonusová skladba na japonském vydání | Další bonusová skladba na japonském vydání |
| Pořadí                                     | Název                                        | Text                                       | Délka                                      |
| ------------------------------------------ | -------------------------------------------- | ------------------------------------------ | ------------------------------------------ |
| 15.                                        | "Too Good for Giving Up" (alternate version) | Gallagher Aldred                           | 3:58                                       |
| Celková délka:                             | Celková délka:                               | Celková délka:                             | 55:54                                      |

## Sestava
Hudebníci
- Liam Gallagher – zpěv (všechny skladby), perkuse (8), bicí (9)
- Andrew Wyatt – akustická kytara (1, 11, 12), elektrická kytara (1–3, 6, 10–14), Hammondovy varhany (1, 3, 14), klavír (1, 3, 4, 6, 10, 11, 13), zvukové efekty (1, 2), syntezátor (1–3, 6, 8, 10, 14), baskytara (2–4, 6, 9, 14), bicí (2, 6), Mellotron (2, 4, 14), doprovodné vokály (3, 6, 9, 13, 14), bicí programování (3), harmonika (4, 8); Moog, Pianet piano (4); varhany (6), bicí (6, 8, 11), smyčcové aranžmá (8, 11), dechové aranžmá (9), melodika (10)
- Andy Waterworth – kontrabas (1, 5, 8, 9, 11)
- Dom Kelly – baskytara (1, 5, 8, 9, 11)
- Ezra Koenig – baskytara (1, 5, 8, 9, 11), saxofon (4, 9); klavír, syntezátor (9)
- Stephen Street – baskytara (1, 5, 8, 9, 11)
- Emile Haynie – programování bicích (1, 2), zvukové efekty (2)
- Dan McDougall – bicí (1, 3–6, 14), shaker (3), perkuse (4, 5, 8), baskytara (5).
- Mike Moore – elektrická kytara (1, 3, 4, 8, 14), dvanáctistrunná kytara (3), akustická kytara (8, 12), fuzz kytara (9, 12)
- Adam Noble – programování (1, 4–6, 8, 10, 12, 14)
- Ivan Hussey – violoncello (1, 5, 8, 9, 11), aranžmá smyčců (5)
- Maria Collette – violoncello (1, 5, 8, 9, 11)
- Natalie Rozario – violoncello (1, 5, 8, 9, 11)
- Nick Holland – violoncello (1, 5, 8, 9, 11)
- Eliza Marshall – flétna (1, 5, 8, 9, 11)
- Helen Sanders-Hewitt – viola (1, 5, 8, 9, 11)
- Jordan Bergmans – viola (1, 5, 8, 9, 11)
- Nicola Hicks – viola (1, 5, 8, 9, 11)
- Úna Palliser – viola (1, 5, 8, 9, 11)
- Dan Oates – housle (1, 5, 8, 9, 11)
- Eos Counsell – housle (1, 5, 8, 9, 11)
- Gareth Griffiths – housle (1, 5, 8, 9, 11).
- Gillon Cameron – housle (1, 5, 8, 9, 11)
- Henry Salmon – housle (1, 5, 8, 9, 11)
- Honor Watson – housle (1, 5, 8, 9, 11)
- Jonathan Hill – housle (1, 5, 8, 9, 11)
- Katie Sharp – housle (1, 5, 8, 9, 11)
- Laura Melhuish – housle (1, 5, 8, 9, 11)
- Lizzie Ball – housle (1, 5, 8, 9, 11)
- Richard George – housle (1, 5, 8, 9, 11)
- Sally Jackson – housle (1, 5, 8, 9, 11)
- Stephen Hussey – housle (1, 5, 8, 9, 11)
- Violeta Barrena – housle (1, 5, 8, 9, 11)
- Althea Edwards – sbor (1, 4, 13)
- Angel Williams-Silvera – sbor (1, 4, 13)
- Hannah Khemoh – sbor (1, 4, 13)
- Joel Bailey – sbor (1, 4, 13)
- Kieran Briscoe – sbor (1, 4, 13)
- Maleik Loveridge – sbor (1, 4, 13)
- Naomi Parchment – sbor (1, 4, 13)
- Nicky Brown – sbor (1, 4, 13)
- Olivia Williams – sbor (1, 4, 13)
- Paul Boldeau – sbor (1, 4, 13)
- Paul Lee – sbor (1, 4, 13)
- Philly Lopez – sbor (1, 4, 13)
- Rebecca Folkes – sbor (1, 4, 13)
- Renee Fuller – sbor (1, 4, 13)
- Teniola Abosede – sbor (1, 4, 13)
- Yasmin Green – sbor (1, 4, 13)
- Simon Aldred – akustická kytara (5)
- B. J. Cole – pedal steel guitar (5)
- Christian Madden – klavír (5)
- Dave Grohl – bicí (7)
- Greg Kurstin – baskytara, elektrická kytara, klávesy, bicí (7, 11); bicí, tambura (11)
- Ariel Rechtshaid – programování bicích, mellotron, kontrabas (9)
- Bobby Krlic – aranžmá smyčců (9)
- Brad Truax – baskytara (10)
- Gunnar Olsen – bicí (10)
- Danny L Harle – hudební konzultace (10), mellotron (11)
- Julian Burg – programování bicích (11)
- Nick Zinner – elektrická kytara (11)

Technika
- Randy Merrill – mastering
- Mark "Spike" Stent – mixování
- Adam Noble – inženýrství (1, 2, 4, 5, 8–14)
- Will Purton – inženýrství (3, 4, 10), vokální inženýrství (3), asistence inženýra (1, 8, 11, 13, 14).
- Felipe Gutierrez – inženýrství (4), asistence u inženýrství (3, 5, 14)
- Andrew Wyatt – inženýrství (6, 10, 12–14), asistence při inženýrství (1)
- Greg Kurstin – inženýrská činnost (7, 11)
- Julian Burg – inženýrská činnost (7, 11)
- Matt Tuggle – inženýrství (7), doplňkové inženýrství (11)
- Matt Wolach – inženýrská činnost (7), výpomoc při mixování (všechny skladby)
- Connor Panayi – inženýrská činnost (10), pomocná inženýrská činnost (11)
- Kyle Paas – inženýrská činnost (10)
- Alex Ferguson – technická výpomoc (1, 4, 5, 8, 10–14)
- Jedidiah Rimell – technická výpomoc (4, 5, 8, 10–14)